# Sciolze
Sciolze là một đô thị ở tỉnh Torino trong vùng Piedmont, có vị trí cách khoảng 15 km về phía đông của Torino, nước Ý. Tại thời điểm ngày 31 tháng 12 năm 2004, đô thị này có dân số 1.515 người và diện tích là 11,3 km².
Sciolze giáp các đô thị: Gassino Torinese, Rivalba, Cinzano, Marentino, Moncucco Torinese, và Montaldo Torinese.